# Waypoint
Um waypoint também conhecido na aviação como fixo, ponto de notificação ou reporting point é um determinado ponto no globo terrestre precisamente definido por coordenadas geográficas através de um sistema global de posicionamento por satélite, como por exemplo o sistema GPS. Nos aparelhos comuns de GPS portáteis ou instalados em carros os waypoints podem vir acompanhados de informações adicionais como fotos, vídeos ou comentários sobre o local.
Na aviação os fixos são usados como pontos de verificação no método de Navegação de Área RNAV (Area Navigation) em que a aeronave voa segundo uma sequência de pontos até ao local de destino. No contexto do RNAV os fixos têm sua posição geográfica definida por latitude e longitude e identificados por um indicativo, isto é, um nome composto de 4 ou 5 letras único em todo o território nacional. 
São também classificados com fixos fly-by ou fly-over. Fixos fly-by são usados apenas como referência de direção para a aeronave, não sendo necessário o bloqueio do fixo, ou seja, não sendo necessário que a aeronave passe pelo fixo, podendo assim iniciar uma possível curva antes de interceptá-lo. Já os fixos fly-over, segundo as regras da navegação RNAV, exigem que a aeronave os bloqueie. Os fixos também podem vir acompanhados nas cartas de aeronavegação com informações sobre altitude, velocidade máxima, ponto de ajuste da pressão atmosférica no altímetro, entre outras particularidades.

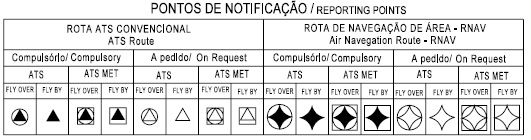
Classificação e legenda dos fixos de acordo com o DECEA (Departamento de Controle do Espaço Aéreo)

Nesta carta pode-se perceber quatro fixos de aproximação na parte superior esquerda: CT002, CT003, CT004 e CT006; a rampa de aproximação do Sistema de Pouso por Instrumentos ILS (Instrument Landing System) e a pista para pouso no centro da carta e logo à frente o fixo fly-over CT007 com a órbita para espera em caso de aproximação perdida. Ao lado de cada fixo encontram-se o nome, as altitudes necessárias e as coordenadas do fixo.
No caso desta carta o aeroporto está operando por instrumentos com pousos pela pista 15 que está na proa (direção) 153° em relação ao norte magnético. As aeronaves seriam direcionadas pelo controle de aproximação para um destes três fixos: CT002, CT003, CT004; conforme melhor convier. Caso a aeronave seja direcionada para o fixo fly-by CT004 o piloto terá de passar com altitude mínima de 7000 pés e interceptar a radial 223° com proa para o próximo fixo: CT006 e voar por 6 milhas náuticas de distância. Antes de atingir o próximo fixo, a aeronave operando no modo RNAV inicia automaticamente curva para a esquerda para interceptar a radial 153°, que já é a radial de aproximação e voar até interceptar o a rampa (G/S) do ILS e iniciar a descida para a pista.
Observação: É comum pilotos alternarem do modo RNAV para o modo HDG + APP/ILS Localizer antes de interceptar a radial de aproximação final 153° para interceptar já no modo APP/ILS para obter uma curva mais precisa e logo estabilizar com antecedência a aeronave no curso do localizador.
Em caso de aproximação perdida a aeronave mantém a proa da pista, sobe para 6000 pés até a órbita de espera sobre o fixo fly-over CT007 e aguarda instruções do controlador.

Carta de rota, região próxima ao aeroporto de Campo Grande. Nota-se as aerovias que convergem para Campo Grande e os waypoints ao longo delas.